# Plagne (Ain)
Plagne is een gemeente in het Franse departement Ain (regio Auvergne-Rhône-Alpes) en telt 81 inwoners (2004). De plaats maakt deel uit van het arrondissement Nantua.
In 2009 werd hier een dinosaurusspoor van 150 meter lengte en 150 miljoen jaar oud gevonden. In 2021 werd hierrond een bezoekerscentrum geopend.

## Geografie
De oppervlakte van Plagne bedraagt 6,1 km², de bevolkingsdichtheid is 13,3 inwoners per km².
De onderstaande kaart toont de ligging van Plagne (Ain) met de belangrijkste infrastructuur en aangrenzende gemeenten.

## Demografie
Onderstaande figuur toont het verloop van het inwonertal (bron: INSEE-tellingen).

Vanwege een beveiligingsprobleem met de MediaWiki Graph-software is het momenteel niet mogelijk deze grafiek weer te geven. Zodra de software is bijgewerkt zal de grafiek vanzelf weer zichtbaar worden.